# Time (Hootie & the Blowfish)
Time is de vierde single afkomstig van het debuutalbum Cracked Rear View van de Amerikaanse rockband Hootie & the Blowfish uit 1994.

## Tracklist
Track 1 is geschreven door Mark Bryan, Dean Felber, Darius Rucker en Jim "Soni" Sonefeld.
1. "Time" (Album Version) - 4:53 (van het album: Cracked Rear View)
2. "Use Me" - 5:06 (origineel door Bill Withers)
3. "The Ballad of John and Yoko" - 2:59 (origineel door The Beatles)

Use Me en The Ballad of John and Yoko zijn non-album tracks.

## Hitlijsten en verkoop
| Land                    | Toppositie | Certificatie | Verkoop |
| ----------------------- | ---------- | ------------ | ------- |
| Canada (Music Canada)   | 1          | -            | -       |
| Nieuw-Zeeland (RMNZ)    | 35         | -            | -       |
| Verenigde Staten (RIAA) | 14         | -            | -       |